# Megaselia altezza
Megaselia altezza är en tvåvingeart som beskrevs av Mårten Magnus Wilhelm Brenner 2004. Megaselia altezza ingår i släktet Megaselia och familjen puckelflugor.
Artens utbredningsområde är Österrike. Inga underarter finns listade i Catalogue of Life.